# Ossiannilssonola knulli
Ossiannilssonola knulli är en insektsart som beskrevs av Erhard Christian 1953. Ossiannilssonola knulli ingår i släktet Ossiannilssonola och familjen dvärgstritar. Inga underarter finns listade i Catalogue of Life.